# 沙依布拉克清真寺
沙依布拉克清真寺，位于新疆维吾尔自治区乌鲁木齐市沙依巴克区黄河路，是一座伊斯兰教清真寺。

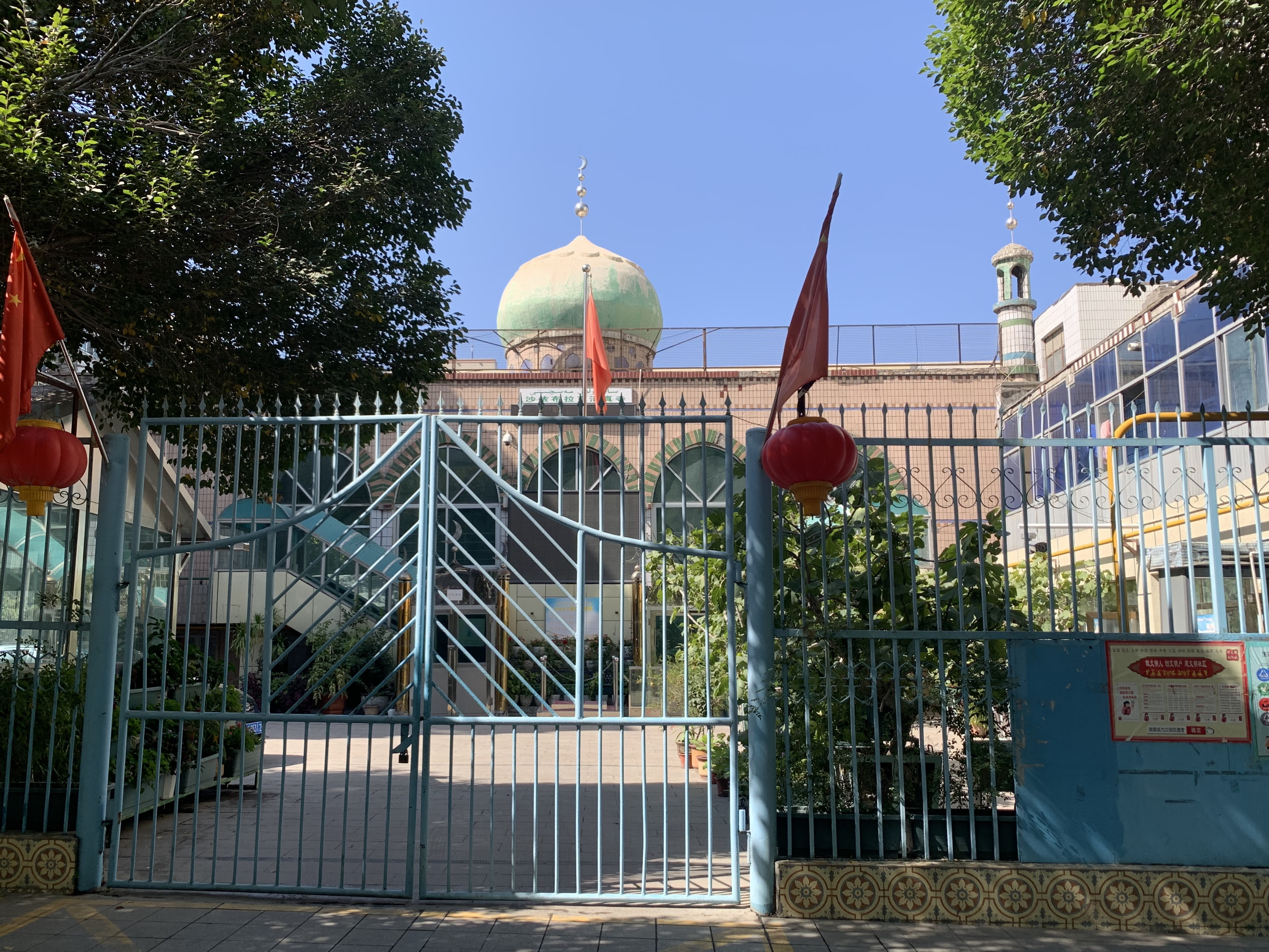
沙依布拉克清真寺

## 简介
沙依布拉克清真寺是沙依巴克区最知名的清真寺之一。到2009年，该寺历史已有近120年。
2009年7月10日（星期五），是七五事件之后第一个主麻日，白大寺、洋行清真寺等乌鲁木齐市一些位于敏感地段的清真寺提出，鉴于社会局势尚且不稳，请教民在家中做礼拜，而清真寺内不举办集体聚礼。白大寺伊玛目阿布都西克尔·热合木都拉说：“这符合伊斯兰教的规定。当有什么不安定的事情发生，或家里有病人，或有战乱等情况时，教民不必到清真寺集体聚礼，在家礼拜即可。”2009年7月17日（星期五），是七五事件之后第二个主麻日，包括白大寺、洋行清真寺、沙依布拉克清真寺在内的乌鲁木齐市区400多座清真寺都向教民开放，这标志着该市伊斯兰教活动在事件后已经全面恢复。当天下午，约有200名教民来到沙依布拉克清真寺，参加“主麻日”聚礼。沙依布拉克清真寺最多可容纳300余人。89岁的该寺伊玛目阿不都卡德尔大毛拉在当天的聚礼上向教民讲解了与人和睦相处的道理。他对记者表示，如今教民的宗教信仰获得充分保障，但他也担心有的别有用心的人趁机展开破坏活动，他对七五事件暴力犯罪表示愤慨。
2009年8月4日，91岁的该寺伊玛目阿不都卡德尔大毛拉和其他100余名宗教人士到新疆维吾尔自治区人民医院体检中心接受了免费健康体检，阿不都卡德尔大毛拉非常高兴。新疆维吾尔自治区人民医院准备分三次为乌鲁木齐市的470多名宗教人士提供免费健康体检。
2012年时，沙依布拉克清真寺伊玛目是阿布都外力，他同时兼任乌鲁木齐市政协委员、沙依巴克区人大代表、沙依巴克区伊斯兰教协会副会长。